# Свято-Троицкий храм (Томск)
Свято-Троицкий храм — православный храм Томской епархии Русской православной церкви. Находится в городе Томске.

## История
Возведён в 1841—1844 годы по проекту губернского архитектора Карла Турского. По окончании строительства церковь была освящена епископом Томским и Енисейским Афанасием.
Храм был построен на средства единоверческой общины Томска. Основным жертвователем и попечителем прихода являлся старообрядец мещанин П. И. Поздеев.
В 1858 году к храму был пристроен северный придел во имя священномученика Харалампия Магнезийского.
В 1876—1887 годы был пристроен южный придел во имя великомученика Димитрия Солунского, который был освящён в 1887 году.
При храме работали два одно классных училища: Воскресенское мужское и Воскресенское женское (1910 год, архитектор В. В. Хабаров). В начале XX века томским купцом Н. Тихоновым вокруг храма был разбит сад.
В 1920 годах Троицкая единоверческая община была немногочисленной (в 1930 годы — 66 человек), находилась в каноническом общении с православным духовенством и верующими ориентации патриарха Тихона, в отличие от большинства томских церквей, перешедших в обновленчество. Было получено разрешение на проведение крестных ходов от Петропавловского собора.
23 мая 1925 года община при Троицкой церкви и Томский городской исполком подписали договор о принятии в бессрочное и бесплатное пользование храма с богослужебными предметами и порядке их использования.
В 1936 году епископ Серафим (Шамшин) перенёс кафедру из закрывшейся Воскресенской церкви в один из приделов Троицкой. Троицкая церковь ненадолго стала кафедральным храмом. Однако уже в августе 1937 года преосвященный Серафим был арестован и 17 сентября расстрелян во рву Каштачной горы. В храме большевики учинили погром: они жгли иконы, книги и церковные архивы.
Фактически храм перестал действовать 27 сентября 1937 года по решению Томского горсовета. Но распоряжения Новосибирского крайкома о закрытии прихода поступили лишь 8 февраля 1940 года.
К 1940 году все храмы Томской епархии были закрыты, и сама она перестала существовать. Уже к 1938 году из 41 молельного здания в городе не функционировало ни одно.
В Свято-Троицкой церкви сначала разместили склад Заготзерно, затем контору автоколонны «Сибхозтраса». Церковная утварь была передана в государственный фонд (по другим сведениям — выброшена, книги и иконы сожжены). Пострадало и здание храма: были снесены кресты, стены южного придела были полуразрушены, двери, полы и оконные рамы — сорваны.
После войны, в 1945 году, начал действовать Петропавловский собор. Однако, его было недостаточно для города. 29 декабря 1945 года Совет по делам РПЦ при СНК СССР разрешил открыть Троицкую церковь. За короткие сроки на народные средства удалось восстановить храм, из бездействовавшей церкви села Зоркальцево был перевезён иконостас XVIII века, восстановленный крест на колокольне из-за отсутствия золота был оформлен зеркалами, которые сохранились до сих пор[когда?]. 15 февраля 1946 года церковь была вновь освящена по православному обряду, более не была единоверческой.
До начала 1990-х годов Петропавловский собор и Свято-Троицкий храм были единственными действующими православными храмами Томска.

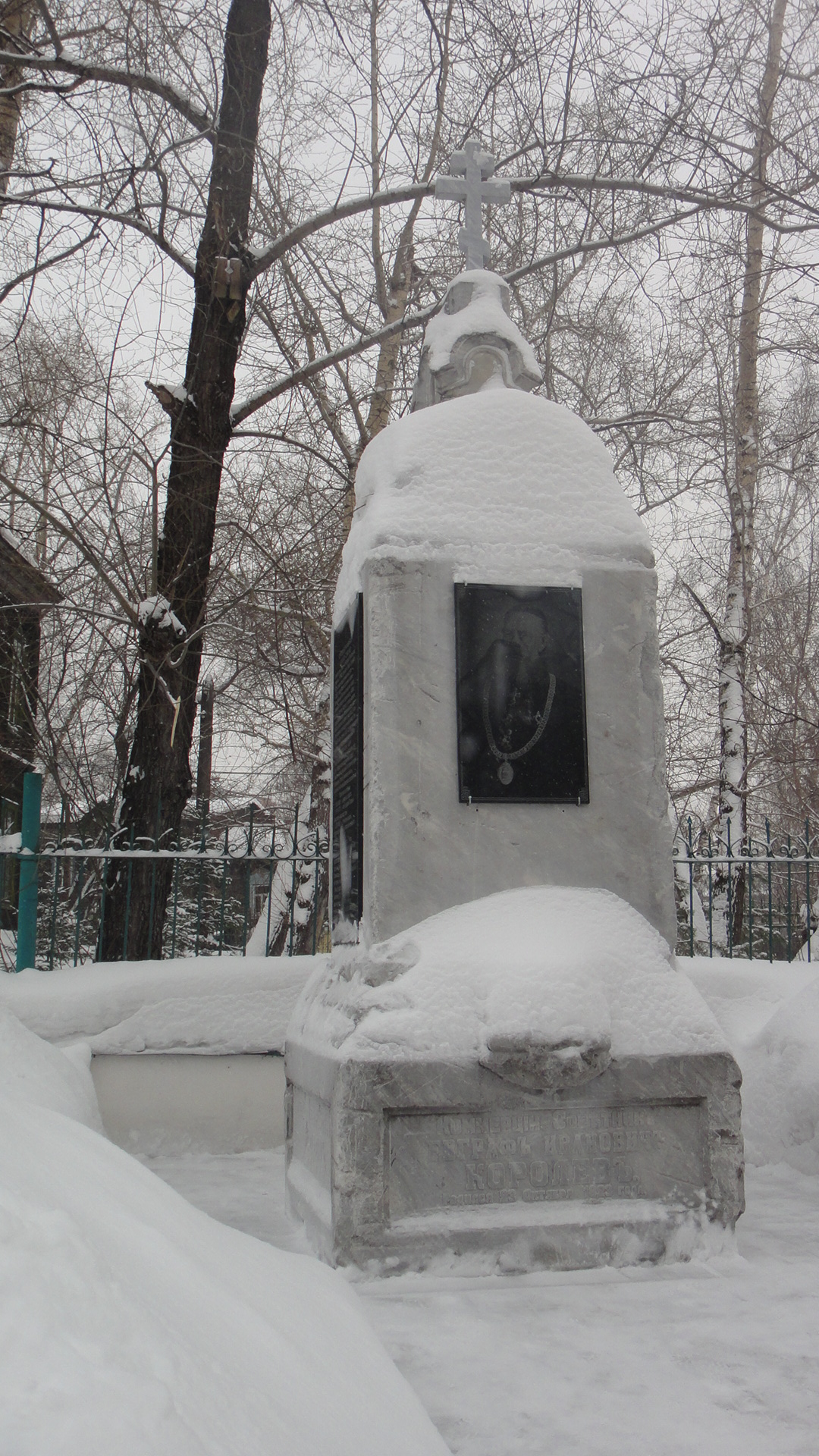
Надгробие
Е. И. Королёва

Сегодня при храме действуют воскресная школа и библиотека.
На территории храма сохраняется надмогильный памятник крупного томского предпринимателя и мецената Е. И. Королёва

## Святыни

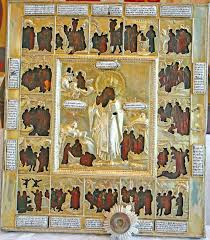
Икона священномученика Харлампия Магнезийского

Основной святыней храма является икона с мощами священномученика Харлампия Магнезийского. Также среди храмовых святынь можно выделить иконы с мощами Стефана Первомученика, Николая Чудотворца, Гермогена, патриарха
Московского, Анастасии Узорешительницы.